# Пауърметъл
Пауърметъл е разновидност на музикалния стил хевиметъл. Целта на тази разновидност е пробуждането на „епични“ чувства, комбинирайки традиционен метъл с траш и спийдметъл, често със симфоничен контекст. Терминът „пауърметъл“ се отнася до два различни и все пак близки стила: първият е водещ и по-практикуван в Северна Америка, има по-твърдо звучене, близък е до спийдметъла, а вторият е широко разпространен основно в Европа (особено в Германия, Италия и Швеция), с по-лек и мелодичен звук, с по-често използване на клавири.

## Музикални характеристики
Днешният пауърметъл се свързва с епичен звук, повлиян от характеристиките на спийдметъла, предшественика на пауърметъла. Текстовите теми на пауърметъла са свързани с фантазията и митологията (Blind Guardian, Rhapsody of Fire, Хамърфол), приятелството и надеждата (Lost Horizon, Хамърфол), както и войната (Manowar, Iced Earth, Sabaton), препятствията пред човека и романтиката (Nightwish, Sonata Arctica). Теми, като антихристиянството и антиполитиката са нетипични, но и не липсват.
В пауърметъла се набляга върху вокалиста, изискват се чисти вокали, които да са по-преобладаващи, отколкото ръмженето, характерно за дет метъла и блек метъла. Следвайки традицията на Ronnie James Dio, Bruce Dickinson, Rob Halford и други хевиметъл вокалисти, вокалите в пауърметъла са с по-висок регистър. Главно вокалистите в този жанр са с тенорен диапазон и така са способни да изпълнят по-високи ноти. Други вокалисти са с баритонов и басов диапазон. Трети създават хорово (хорално) звучене.
Пауърметъл китаристи и басисти свирят главно резки и бързи потоци от ноти. Определен брой барабанисти свирят основно с бас барабани, прибавяйки още скорост.
Стилът е много популярен в Европа, Япония и в някои страни от Южна Америка, но е по-малко популярен в Северна Америка, въпреки че има значително много почитатели в Квебек, Канада.

## Видове пауърметъл

### Американски/Класически пауърметъл
Американският, класически пауърметъл се заражда през осемдесетте години на миналия век в Америка, като разклонение на хевиметъла и спийдметъла. Обикновено е бърз, разбираем и някак си тежък и агресивен, но с различимо епическо „борбено“ чувство. Клавирите не са никога доминиращият инструмент в този подстил, за сметка на фокусираните вокали и рифове.
Европа има свои собствени групи свирейки в подобен стил, например като Grave Digger, Iron Maiden.
Влияния: Judas Priest, Iron Maiden, Rainbow, Accept, Savatage
Типични представители: Manowar, Jag Panzer, Crimson Glory, Manilla Road, Cage и т.н.

### Европейски/Мелодичен пауърметъл
Този стил се развива паралелно с американския пауърметъл, само че в Европа с Германската Helloween и финландската Stratovarius, фокусирайки на мелодичността и ободряването, както и на положителни теми. Helloween смесват бързи спийдметъл рифове с високо изчистени вокали и китари, вдъхновени от Iron Maiden. Stratovarius доразвиват този стил, правейки много по-честа употребата на клавири и нео-класически китарни сола. Този подстил също е бил повлиян от фолк музиката. Той е и един от най-известните стилове сега, след алтернативния метъл.
Влияния: Queen, Iron Maiden, Rush, Scorpions, Rainbow, Europe.
Типични представители: Helloween, Blind Guardian, Хамърфол, Sonata Arctica, Gamma Ray, Edguy, Amaranthe и др.

### Екстремен пауърметъл
Екстремният пауърметъл е смес от груби и резки вокали с агресивно чувство на мелодичен дет метъл, смесени с нео-класически китари и клавирни мелодии на пауърметъла. Този подстил е широко разпространен във Финландия, която може да се посочи и като негова родина.
Типични представители: Children of Bodom, Kalmah, Norther, Wintersun и др.

### Прог-пауърметъл
Прог-пауърметъла е пауърметъл, повлиян от прогресивните метъл групи като Rush и Queensrÿche. Този подстил се различава с по-голяма комплексност и разнообразие от приближаване към класическия пауърметъл.
Влияния: Rainbow
Типични представители: Symphony X, Evergrey, Disillusion, Shadow Gallery, Kamelot и др.

### Симфоничен пауърметъл
Пауърметъл групите правят честа употребата на типичните за класическата музика инструменти, както и клавири, и наподобяват симфоничен метъл. Тези допълнителни елементи са често използвани като ключов елемент при сравняването на този стил с класическия пауърметъл, допринасяйки не само като допълнителен слой към музиката, а като богато разнообразие от звук. Клавирните хеви групи като Sonata Arctica, които използват кийбордите просто като синтез, не спадат към този подстил.
Влияния: Rainbow
Типични предсавители: Rhapsody of Fire, Nightwish, Trans-Siberian Orchestra и др.

### Траш-пауърметъл
Името подсказва, че траш-пауърметъла е пауърметъл, повлиян от трашметъла,
високо изчистените вокали и мелодиите на пауърметъла, които са винаги поддържани, но често към музиката се прибавят и агресивни рифове, някои по-кресливи вокали и текстови (лирични) теми, засегнати в трашметъла.
Типични представители: Iced Earth, Metal Church, Nevermore и др.